# Куинстаун (Новая Зеландия)
Куи́нстаун (англ. Queenstown) — город-курорт и округ в новозеландском регионе Отаго.

## География
Куинстаун расположен в юго-западной части новозеландского острова Южный. Расположился на берегу бухты Куинстаун озера Уакатипу, небольшого озера ледникового происхождения. Город окружён живописными горами. Близлежащие города и округа — Арроутаун, Уанака, Алегзандра и Кромвель. Ближайшие крупные города — Инверкаргилл и Данидин. Квинстаун ближайший крупный город к Милфорд-Саунд.

## История

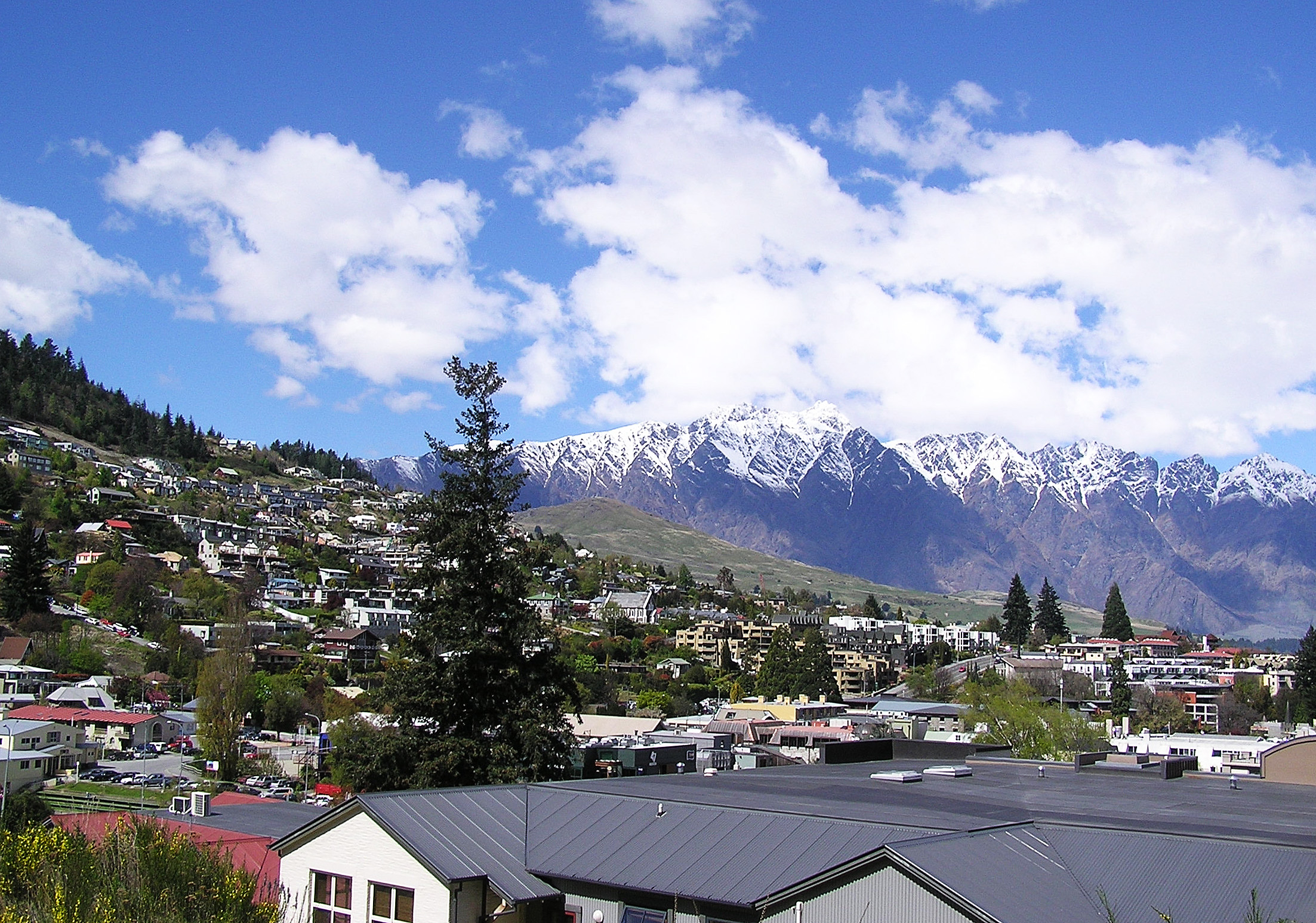
Вид на город и близлежащие горы.

Согласно археологическим раскопкам, в районе современного положения Куинстауна находилось небольшое поселение маори. Однако ко времени появления первых европейских колонистов маори покинули эту местность. В 1856 году озера Уакатипу достигла группа Джона Чаббина, занимавшаяся поисками подходящего места для овцеводческих ферм, а в июле 1859 года — Дональд Хей и Дональд Кэмерон, которые провели исследование местности Куинстауна. В 1860 году современный район города был выкуплен У. Ризом, начавшим здесь разведение овец. А в 1862 году компаньоны Риза нашли на берегу близлежащей реки золото. Это открытие вызвало в районе Куинстауна настоящую золотую лихорадку и быстрый рост численности населения округа. Уже к 1863 году в городе было несколько улиц с жилыми домами. В 1866 году Куинстаун получил статус боро. Тем не менее с окончанием лихорадки численность населения города резко упала с нескольких тысяч до 190 жителей в 1900 году.
В настоящее время основной отраслью экономики города является туризм. В округе также активно развивается сельское хозяйство (прежде всего, овцеводство). Также в небольших объёмах ведётся добыча шеелита.

## Климат
Климат города умеренный, мягкий. Среднегодовая температура воздуха — 10,5 °C. Среднегодовое количество осадков — 850 мм.
| Показатель                    | Янв. | Фев. | Март | Апр. | Май  | Июнь | Июль | Авг. | Сен. | Окт. | Нояб. | Дек. | Год   |
| ----------------------------- | ---- | ---- | ---- | ---- | ---- | ---- | ---- | ---- | ---- | ---- | ----- | ---- | ----- |
| Средний суточный максимум, °C | 22,2 | 22,2 | 19,8 | 15,9 | 11,5 | 8,3  | 7,9  | 10,2 | 13,2 | 16,0 | 18,4  | 20,7 | 15,5  |
| Средняя температура, °C       | 16,3 | 16,3 | 14,4 | 11,0 | 7,3  | 4,4  | 4,0  | 5,7  | 8,3  | 10,7 | 12,9  | 15,0 | 10,5  |
| Средний суточный минимум, °C  | 10,5 | 10,5 | 9,0  | 6,1  | 3,1  | 0,5  | 0,1  | 1,2  | 3,4  | 5,5  | 7,3   | 9,4  | 5,6   |
| Норма осадков, мм             | 75   | 51,8 | 83,9 | 66,9 | 81,4 | 73,7 | 57,8 | 58,6 | 77,2 | 90,3 | 64,6  | 68,9 | 850,1 |
| Источник: World Climate       |      |      |      |      |      |      |      |      |      |      |       |      |       |

## Население

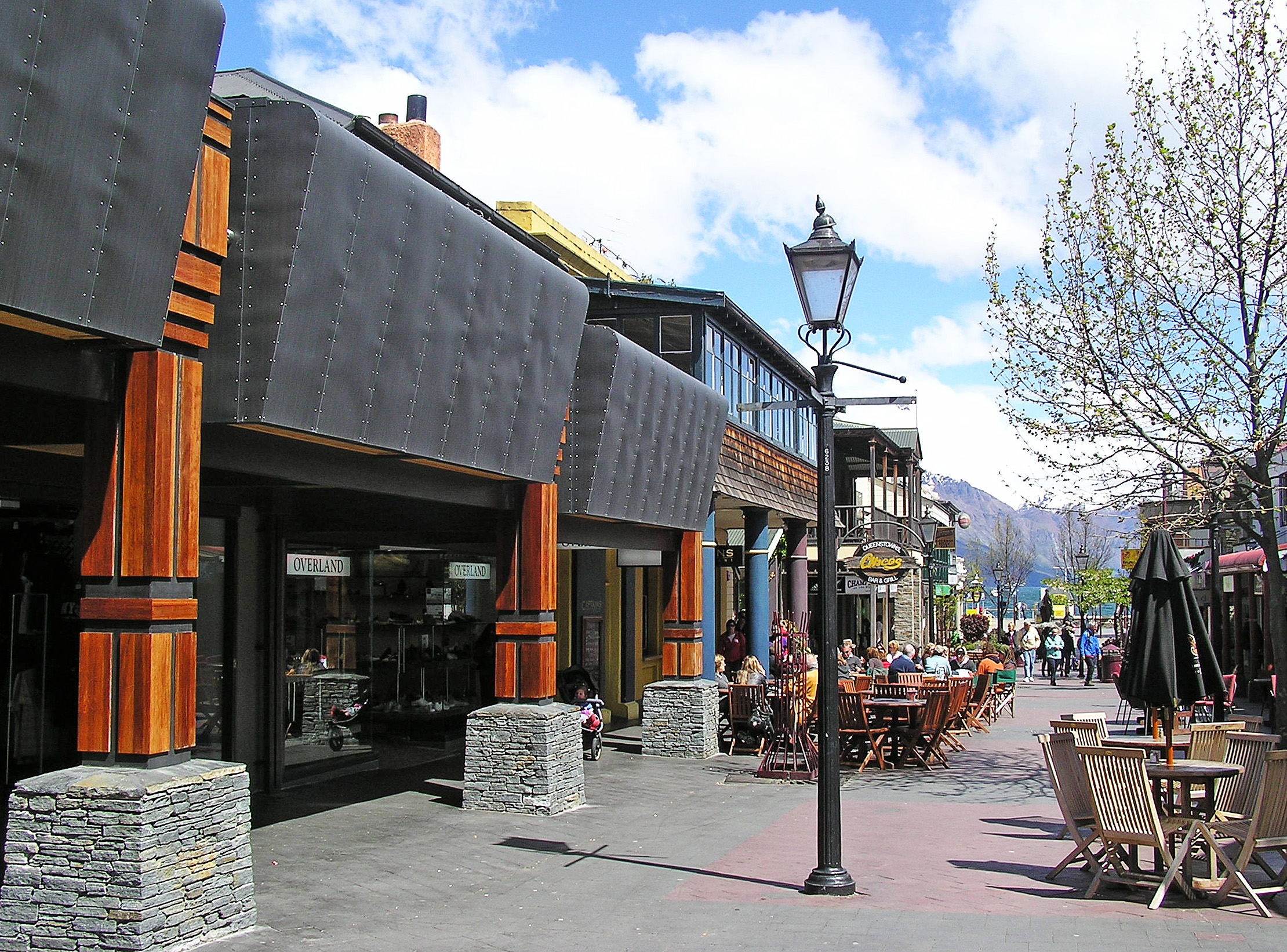
Магазины Куинстауна.

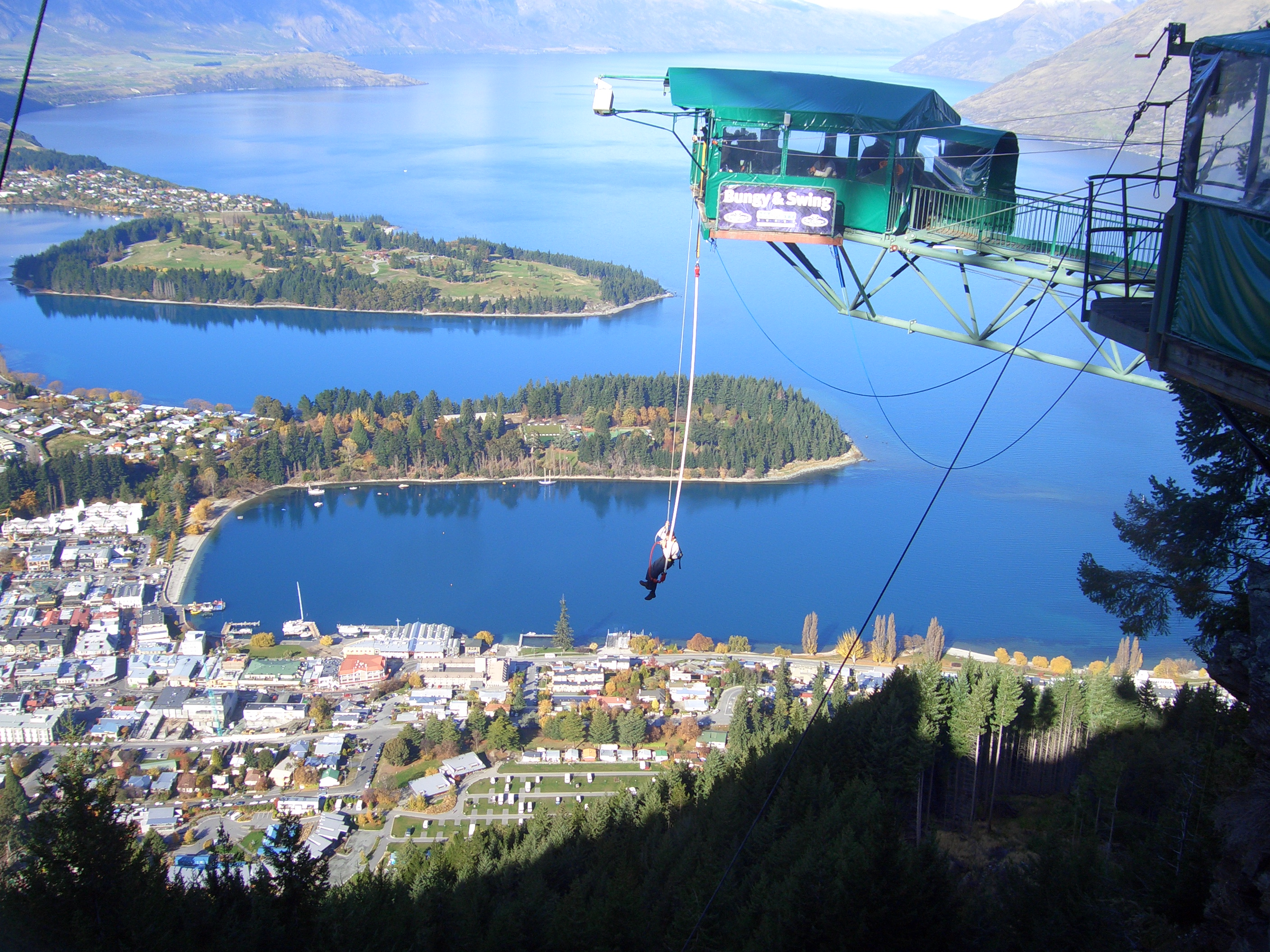
Прыжки с высоты в Куинстауне.

Куинстаун является крупнейшим населённым пунктом Центрального Отаго и третьим по численности городом региона Отаго. По данным переписи населения 2006 года, в округе Куинстаун-Лейкс проживало 22 959 жителей, что на 5913 человек, или 34,7 %, больше, чем было зарегистрировано в ходе переписи 2001 года.
Показатели по половым категориям в округе были следующие: 11 754 мужчины и 11 205 женщин. Показатели по возрастным категориям: 16,3 % жителей до 15 лет, 8,5 % жителей старше 65 лет. Средний возраст составлял 34,5 года. Средний возраст представителей народа маори составлял 25,8 года. Среди них доля жителей младше 15 лет составляла 27,9 %, старше 65 лет — 2,1 %.
Расовый состав населения был 78,9 % европейцев, 5,9 % маори, остальные — представители народов Океании и азиаты. Доля латиноамериканцев и африканцев была незначительной. Доля жителей, родившихся за рубежом, составляла 25,7 %. Из иностранцев преобладали выходцы из Великобритании. Основным языком общения в городе был английский язык. Другой по распространённости язык — маори (им владело 2,9 % всего населения округа, или 13,4 % представителей коренного новозеландского народа маори).
Доля семей, в которых были дети, составляли 36,9 % жителей; доля бездетных семей — 55,2 %; доля неполных семей с хотя бы одним ребёнком — 7,9 %. Домашние хозяйства из одной семьи составляли 68,2 % всех домашних хозяйств Гора. Средний размер домашнего хозяйства — 2,5 человека. 69,9 % хозяйств имели доступ в Интернет, 88,8 % — домашний телефон, 80,9 % — мобильный телефон.
Средний доход на человека старше 15 лет — NZ$ 31 000. Доля жителей старше 15 лет, средний доход которых NZ$ 20 000 или ниже, составлял 43,2 %, а для жителей, доход которых выше NZ$ 50 000, — 18 %. Уровень безработицы в округе в 2006 году достигал 1,7 %.

## Туризм
Куинстаун — крупный международный город-курорт, центр приключенческого туризма (горные лыжи, катера, рафтинг, прыжки с высоты с резиновым канатом, маунтинбайк, пешеходный туризм, рыбалка нахлыстом). Город является главным центром Новой Зеландии по зимним видам спорта, прежде всего, по горнолыжному спорту.
В городе и его окрестностях проходили съёмки многих голливудских фильмов: «Спасатели» (1988), «Уиллоу» (1988), «Властелин колец», «Люди Икс: Начало. Росомаха».
Ежегодно в городе проходит международный фестиваль джаза. В непосредственной близости от Куинстауна находится аэропорт.

## Города-побратимы

Панорамный вид окрестностей города.

- Аспен (США)
- Масуда (Япония)